# Clube de Regatas do Flamengo
Clube de Regatas do Flamengo (mais conhecido simplesmente como Flamengo, popularmente pelos apelidos de Fla, Mengo e Mengão, e cujo acrônimo é CRF) é uma agremiação poliesportiva brasileira com sede na cidade do Rio de Janeiro, capital do estado homônimo. Fundado no bairro do Flamengo para disputas do esporte remo em 17 de novembro de 1895, tornou-se um dos clubes mais bem-sucedidos e populares do esporte brasileiro especialmente pelo futebol. É considerado um dos maiores e mais tradicionais clubes do Brasil e da América do Sul. Tem como suas cores tradicionais o vermelho e o preto e como seus maiores rivais esportivos o Vasco da Gama, o Fluminense e o Botafogo.
Dentre seus maiores títulos no futebol, destacam-se as conquistas da Copa Intercontinental (único time carioca a ter conquistado um título de dimensão mundial reconhecido pela FIFA) e das Copas Libertadores da América de 1981, 2019 e 2022 (único time carioca a ter conquistado por três vezes a competição, e um dos sete do Brasil a tê-la conquistado mais de uma vez), além de uma Recopa Sul-Americana, uma Copa Mercosul e uma Copa de Ouro Nicolás Leoz, o que lhe confere a quarta posição no ranking de títulos internacionais de clubes brasileiros. Em se tratando de Copa Libertadores da América o Flamengo é o quarto com maior aproveitamento na competição, além de ser o clube com o melhor desempenho considerando apenas duelos entre equipes brasileiras até 2019. Em relação às conquistas nacionais o Flamengo é, por decisão judicial, e em seguida, pela CBF, oficialmente detentor de sete títulos do Campeonato Brasileiro (1980, 1982, 1983, 1992, 2009, 2019 e 2020), conquistou também a Copa União (Troféu João Havelange) – com reconhecimento limitado pela CBF – , cinco títulos da Copa do Brasil, três Supercopas do Brasil e uma Copa dos Campeões. Estas conquistas dão ao clube o segundo lugar no ranking de títulos nacionais, atrás apenas do Palmeiras (18 conquistas). É também, segundo um levantamento feito pela ESPN Brasil, o primeiro clube do Brasil a ter conquistado todos os títulos nacionais e internacionais possíveis.
O Flamengo é o clube de futebol mais popular do Brasil, com uma torcida estimada em 40,4 milhões de torcedores espalhados por todas as regiões do Brasil. Segundo levantamento conduzido pela agência de marketing desportivo Gerardo Molina-Euroamerica, o Flamengo é, em números absolutos, o clube de futebol com o maior número de seguidores em todo o mundo. Em razão da força de sua torcida, é o clube brasileiro que mais recebe valores de direitos de transmissão. Desde 2018, o Flamengo é considerado o clube mais valioso do Brasil, tornando-se em 2019, o time mais valioso da América do Sul, além de ser o 70º time de futebol mais valioso do mundo, avaliado em mais de 145,7 milhões de euros. Um Fla-Flu detém o recorde mundial de público de partidas entre clubes: 194 603 espectadores, na final do Campeonato Carioca de 1963, vencido pelo Flamengo após um empate sem gols.
Além do prestígio com o futebol, o Flamengo também se destaca em outras modalidades esportivas coletivas e individuais, notadamente no remo, no polo aquático e no basquetebol. Neste último, é um dos clubes mais tradicionais do país, tendo a sua equipe de basquetebol masculino conquistado quarenta e sete títulos estaduais, oito títulos Brasileiros, um Campeonato Sul-Americano de Clubes Campeões, uma Liga Sul-Americana, uma Liga das Américas, uma Champions League Américas e duas Copas Intercontinentais FIBA.

## História

### Século XIX
Em fins do século XIX o remo dominava o Rio de Janeiro. O futebol começava apenas a aparecer em alguns clubes, mas ainda era olhado com certo temor, pois não estava sendo recebido com entusiasmo pela sociedade carioca. A criação de um grupo organizado com o objetivo de disputar competições de remo com clubes de outros bairros surgiu entre jovens do bairro do Flamengo, no Café Lamas, no Largo do Machado.

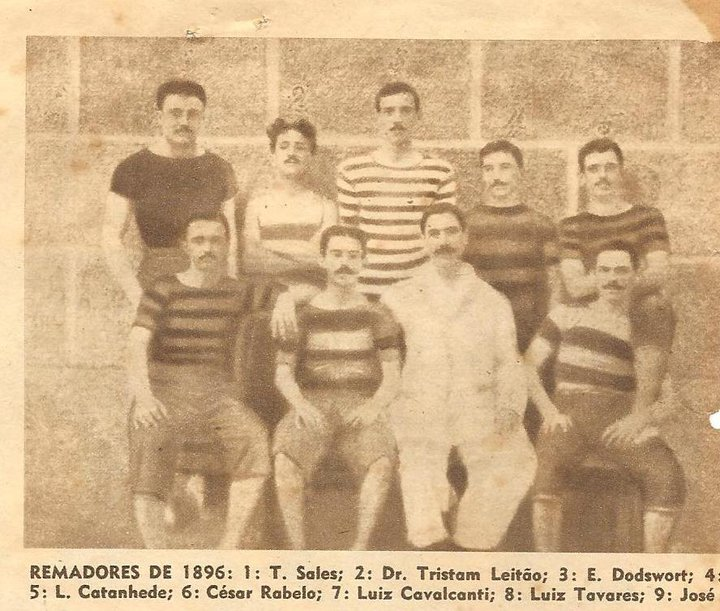
Integrantes da equipe de remo do Flamengo em 1896

Um novo barco foi comprado e recebeu o nome de "Scyra". Na noite de 17 de novembro de 1895, muita gente estava em um dos corredores da casa número 22 da Praia do Flamengo, onde Nestor de Barros morava num dos quartos. Lá, há muito tempo, já haviam abrigado "Pherusa", e agora guardavam "Scyra". A reunião teve por objetivo a fundação do Grupo de Regatas do Flamengo. Além dos eleitos, foram destacados como sócios-fundadores, José Agostinho Pereira da Cunha, Napoleão Coelho de Oliveira, Mário Espínola, José Maria Leitão da Cunha, Carlos Sardinha, Maurício Rodrigues Pereira, Desidério Guimarães, Eduardo Sardinha, Emido José Barbosa, José Félix Cunha Meneses, George Leuzinger, Augusto Lopes da Silveira, João de Almeida Lustosa e José Augusto Chairéo, sendo que os três últimos faltaram à reunião, mas foram considerados sócios-fundadores. Na oportunidade ficou estabelecido que a data oficial da fundação do clube seria 15 de novembro, feriado nacional.
As cores iniciais foram azul e ouro em listras horizontais bem largas, entretanto, em 1898, por proposta de Nestor de Barros, houve mudança para as atuais: vermelho e preto. Novos barcos foram sendo comprados e o Mengo começou a destacar-se nas competições. Na I Regata do Campeonato Náutico do Brasil, no dia 5 de junho de 1898, conquistou a sua primeira vitória, com "Irerê", uma baleeira a dois remos. Anteriormente o Flamengo só havia obtido colocações secundárias e muitos segundos lugares, o que lhe valeu, inclusive, o apelido de "Clube de Bronze". Em 1902, diante de seu crescimento, houve a transformação para Clube de Regatas do Flamengo.
Uma curiosidade na história do Clube de Regatas do Flamengo é que seus atletas já haviam se arriscado a praticar o futebol. No dia 25 de outubro de 1903, antes da fundação do departamento de futebol do Flamengo, os remadores flamenguistas se reuniram com os colegas de esporte do Botafogo para a disputa de um amistoso.

### Século XX

Time de futebol do Flamengo em 1933. Arquivo Nacional

Em 1927, um concurso promovido pela água mineral Salutaris e pelo Jornal do Brasil objetivou eleger o "clube mais querido do Brasil". O torcedor deveria escrever o nome do seu time favorito no rótulo da garrafa d'água, ou no cupom impresso no jornal, e envia-lo preenchido para a sede do Jornal do Brasil, no Rio de Janeiro. O vencedor levaria para sua sede a portentosa Taça Salutaris e o "título" de clube mais querido do Brasil. Ao final da apuração, o Flamengo somou 254 850 votos e venceu a disputa. Atualmente, a Taça Salutaris é exibida em local de destaque na sala de troféus do Clube de Regatas do Flamengo, ladeada pela Copa Libertadores da América e pela Taça Intercontinental de 1981.

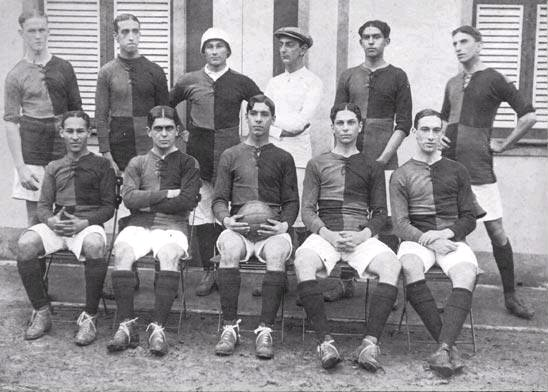
Jogadores do Flamengo com a camisa estilo "Papagaio de Vintém", o primeiro uniforme de futebol do Flamengo

A partir de 1902 o remo passou a dividir com o futebol a preferência popular. Assim, os associados do Flamengo tornaram-se sócios também do Fluminense para acompanhar o futebol, e os do clube das Laranjeiras vieram para o rubro-negro a fim de acompanhar as regatas. Alberto Borgerth representava bem o exemplo, pois pela manhã remava pelo Flamengo e à tarde jogava pelo seu clube, o Fluminense.

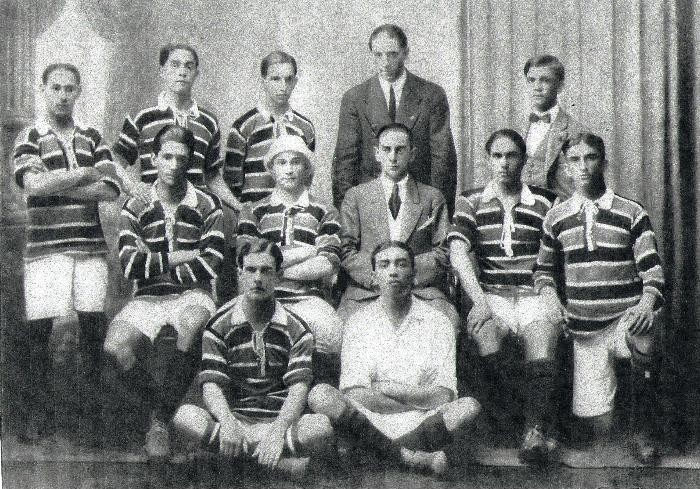
Jogadores do Flamengo em 1914, com a camisa cobra coral

Outro fator que ajudou a popularizar a força do Flamengo pelo país foi a Segunda Guerra Mundial. Com o posicionamento do Brasil como aliado dos Estados Unidos, foram construídas nas cidades de Natal-RN e Belém-PA, pelos americanos, duas antenas de alta captação para pegar sinais enviados dos navios inimigos. Só que as mesmas antenas também permitiram a transmissão de jogos, via rádio, para o Norte e o Nordeste do país. Na época, com o Rio de Janeiro como a capital do país, a importância do que acontecia em terras cariocas era muito alta. Além disso, o rádio era o meio de comunicação mais utilizado para notícias e, claro, transmissão de esportes. Dessa forma, as vitoriosas campanhas rubro-negras nos estaduais do começo da década de 40 se alastrou, ajudando a popularizar o clube.
Entretanto, em 1911, houve a cisão no Fluminense e muitos jogadores do tricolor vieram para o Rubro-negro, resolvendo em assembleia do dia 8 de novembro de 1911 fundar um departamento de esportes terrestres, com Alberto Borgerth na direção. A briga entre Oswaldo Gomes e muitos dos jogadores do primeiro quadro do Fluminense foi a razão da discórdia. Originalmente pensou-se em uma simples adesão ao Botafogo, mas como o alvinegro, na época, era o grande rival do Tricolor Carioca, a ideia foi logo descartada. Em seguida consideraram a ideia de reforçar o já estabelecido Paysandu, mas também foi vetado, uma vez que o clube era composto exclusivamente de ingleses. Finalmente, surgiu a ideia de Borgerth, de se criar uma seção de futebol no Flamengo. A proposta foi aprovada e consagrada na assembleia do clube, realizada no dia 8.

## Símbolos e cores

### Escudo

Monograma utilizado no uniforme principal até 2018

O escudo do Flamengo mudou um pouco ao longo da história do clube. A maioria das mudanças foram alterações no monograma de letras entrelaçadas, com o mais recente redesenho sendo revelado em 2018.
O clube usa três escudos em diferentes situações: o escudo completo é usado como logotipo oficial do clube, o escudo de remo é usado para todos os uniformes e equipamentos relacionados ao remo e o monograma "CRF" branco é normalmente o único componente do escudo usado em o uniforme de futebol principal. A partir de 1980, o Flamengo usava três estrelas brancas alinhadas verticalmente ao longo do lado de sua crista monograma para indicar seus três tricampeonatos da liga estadual (1942-43-44, 1953-54-55 e 1978-79-79 Especial). Quando a Nike se tornou fornecedora de uniformes do Flamengo em 2000, seu primeiro uniforme apresentava o escudo completo com três estrelas acima pela primeira vez. Após o tetracampeonato estadual (1999-2000-2001) e para comemorar os 20 anos da Copa Libertadores e da Copa Intercontinental de 1981, uma quarta estrela branca e uma estrela dourada foram introduzidas acima do escudo. Desde 2005, o clube usa apenas a estrela dourada acima do escudo do monograma "CRF" em suas camisas.[carece de fontes?]

### Uniformes
Na reunião de 1895 que instituiu o clube de remo do Flamengo, as cores oficiais do clube foram definidas como azul e dourado para simbolizar o céu do Rio de Janeiro e as riquezas do Brasil. A equipe adotou um uniforme de grossas listras horizontais azuis e douradas. No entanto, o Flamengo não conseguiu vencer uma única regata em seu primeiro ano e ganhou o apelido de "clube do bronze". As cores do time eram percebidas como má sorte, e o tecido colorido era caro para importar da Inglaterra. Um ano após a criação do clube, as cores oficiais foram substituídas pelas atuais vermelho e preto.
Em 1912, a pedido da equipe de remo do Flamengo (que se opôs ao uso do mesmo uniforme pelo recém-criado time de futebol), os jogadores de futebol vestiram camisas divididas em quarteirões vermelho e preto que ficou conhecido como uniforme Papagaio de Vintém, nomeado após um estilo particular de pipa. No entanto, a camisa tornou-se sinônimo de azar e foi substituída em 1913 por uma camisa com listras horizontais vermelhas e pretas e faixas brancas mais finas. Este uniforme foi apelidado de cobra coral devido à sua semelhança com o padrão de uma cobra-coral. Este foi o uniforme usado quando o Flamengo conquistou seu primeiro Campeonato Carioca em 1914. As faixas brancas foram retiradas da camisa em 1916, pois o padrão era muito parecido com a bandeira da Alemanha da época, contra quem o Brasil era aliado na Primeira Guerra Mundial. A equipe de remo permitiu que o time de futebol usasse o mesmo uniforme, e assim nasceu o tradicional uniforme de futebol do Flamengo de camisa listrada vermelha e preta, calção branco e meias rubro-negras.
Em 1938, o técnico do Flamengo, Dori Kruschner, sugeriu a criação de um uniforme branco secundário para "melhorar a visibilidade nas partidas noturnas". O novo uniforme foi aprovado pelo clube, e o Flamengo se tornou pioneiro dos uniformes secundários no Brasil. A camisa branca tinha duas listras vermelhas e pretas no peito até 1979, quando foi alterada para um peito branco liso com listras nas mangas. Esta foi a camisa usada pela equipe que conquistou a Copa Intercontinental de 1981.
A partir da década de 1990, o clube começou a experimentar seus segundo e terceiro uniformes alternativos, às vezes vestindo camisas pretas ou vermelhas. Em 1995, por ocasião do centenário do clube, uma camisa "Papagaio de Vintém" foi usada em amistosos. Em 2010, a fornecedora de uniformes Olympikus introduziu um uniforme alternativo azul e dourado que homenageava as cores originais do Flamengo e o uniforme da regata, porém não foi bem recebido pelos torcedores que o compararam ao uniforme usado pelo time satírico fictício "Tabajara" no popular programa de comédia Casseta & Planeta, Urgente!. Na primeira metade da temporada de 2009, a equipe vestiu um uniforme sem patrocínio pela primeira vez em 25 anos. O Flamengo continuou a usar tradicionalmente camisas listradas vermelhas e pretas com shorts brancos como seu uniforme principal.

#### Uniformes atuais

##### Jogadores de linha
- Uniforme principal: camisa listrada em vermelho e preto, calção branco e meias listradas em vermelho e preto;
- Uniforme de visitante: camisa branca, calção preto e meias brancas;
- Uniforme alternativo: camisa preta com detalhes iridescentes em furta cor e uma listra horizontal vermelha, calção e meias pretas.

##### Goleiros
- Camisa branca, calção e meias cinzas;
- Camisa azul, calção e meias azuis;
- Camisa preta, calção e meias pretas.

##### Treino
- Jogadores: Camisa amarela, calção e meias pretas;
- Comissão Técnica: Camisa cinza, calção e meias pretas.

| Jogadores | C. Técnica |

### Mascote

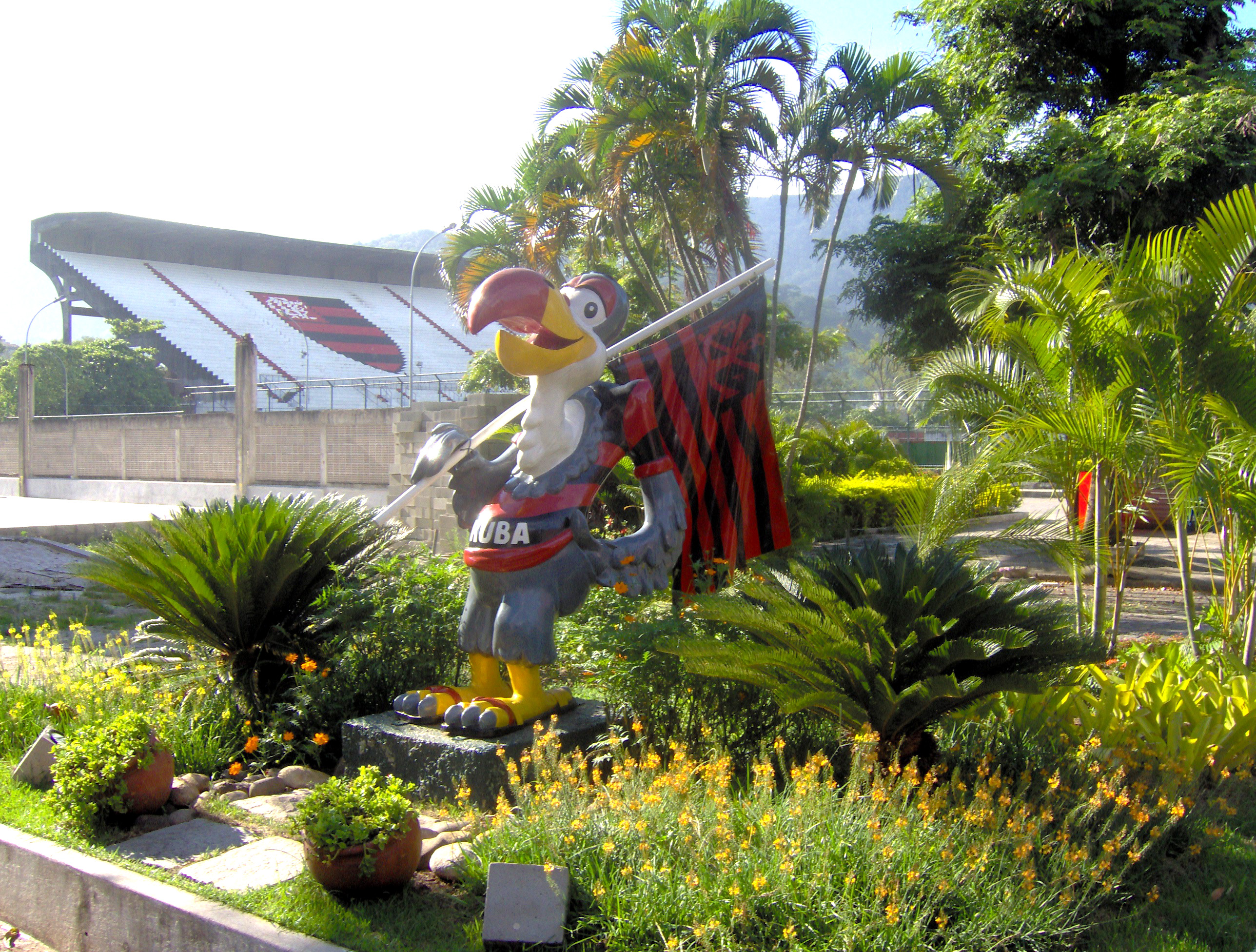
Samuca, o urubu mascote do Flamengo, em estátua na entrada da sede do clube na Lagoa

O primeiro mascote do Flamengo foi o marinheiro Popeye, personagem de quadrinhos na década de 1940 (e, posteriormente, de desenhos animados). A ideia para o mascote partiu do chargista argentino Lorenzo Molas, que viu, no Popeye, a força e a persistência do Flamengo, além de sua óbvia ligação com o mar. No entanto, tal mascote nunca foi muito popular entre a torcida do clube.
Na década de 1960, as torcidas rivais começam a chamar os torcedores do Flamengo de "urubus", alusão racista à grande massa de torcedores rubro-negros afrodescendentes e pobres. Tal apelido de cunho ofensivo nunca foi bem recebido pela torcida do Flamengo, até o dia 31 de maio de 1969. Foi em um domingo, quando um torcedor rubro-negro resolveu levar a ave para um jogo entre o Flamengo e Botafogo no Maracanã. Na época, os dois clubes faziam o clássico de maior rivalidade pós-Garrincha. E o Flamengo não vencia o rival fazia quatro anos. Nas arquibancadas, os torcedores do Botafogo gritavam, como sempre, que o Flamengo era time de "urubu".
O urubu foi solto na arquibancada com uma bandeira presa nos pés e, quando caiu no gramado, pouco antes de o jogo iniciar, a torcida fez a festa, vibrando e gritando: "é urubu, é urubu". O Flamengo venceu o jogo por 2–1 e, a partir daí, o novo mascote consagrou-se, tomando o lugar do Popeye. O cartunista Henfil, rubro-negro, tratou de humanizá-lo em suas charges esportivas em jornais e revistas, e o Urubu tornou-se um mascote popular.
Em 2000, o mascote do Flamengo ganhou um desenho oficial e um nome: "Samuca". No entanto, esse nome não se popularizou entre a torcida, que o continua chamando simplesmente de "urubu".
Em 25 de maio de 2008, "Uruba" e "Urubinha" estrearam no Maracanã no jogo Flamengo X Internacional, válido pelo Campeonato Brasileiro de 2008. A partir de então, estão presentes em diversos jogos e eventos do Flamengo.

### Hino
O Flamengo possui dois hinos: o oficial, chamado Hymno Rubro-Negro, que foi criado em 1920 com letra e música de Paulo Magalhães (ex-goleiro do clube), gravado em 1932 pelo cantor Castro Barbosa e registrado em 1937 no Instituto Nacional de Música, com o refrão "Flamengo! Flamengo! Tua glória é lutar, Flamengo! Flamengo! Campeão de terra e mar"; e o popular, com letra e música de Lamartine Babo, gravado pela primeira vez por Gilberto Alves em 1945. Este último é o mais conhecido e o que canta as glórias do clube, cujo refrão é "Uma vez Flamengo, sempre Flamengo".
No ano de 1997 o hino recebeu uma versão com a sonoridade atualizada para o final da década de 1990 do século XX, com batida de funk, percussão de samba e presença de guitarra elétrica, nas vozes de Neguinho da Beija-Flor, Herbert Vianna (vocalista dos Paralamas do Sucesso), Marcelo Falcão (vocalista d'O Rappa), MC Júnior & MC Leonardo no álbum "O Hinos dos Grandes Clubes Brasileiros cantados por Feras do Rock e da MPB".
No ano de 2004 o hino recebeu uma nova versão para a primeira década do século XXI, Herbert Vianna retornava a cantar o hino mas desta vez acompanhado de Gabriel o Pensador, na edição de 2004 do álbum "Os Hinos dos Grandes Clubes Brasileiros cantados por Feras do Rock e da MPB".

## Estrutura e patrimônio

### Marca e valor de mercado
Desde 2014 o Flamengo detém a marca mais valiosa do futebol brasileiro. Em 2016, a empresa BDO RCS Auditores Independentes, apresentou a nona edição de seu estudo anual "Valor das Marcas dos Clubes Brasileiros". De acordo com este levantamento a marca "Flamengo" é a maior do Brasil pelo segundo ano seguido com 1,43 bilhão em valor absoluto, superando o Corinthians (1,42 bilhão) e o Palmeiras (com 1,02 bilhão).
Em janeiro de 2019, o clube se tornou o primeiro do país a deter o status de marca de "Alto Renome" junto ao Instituto Nacional da Propriedade Industrial (INPI), o que agregou valor jurídico e econômico à sua marca. Com esta condição, a marca "Flamengo" "passará a receber um tratamento diferenciado em relação à marcas comuns e uma proteção distinta, conferida pela legislação prevista na Lei da Propriedade Industrial", representando uma vantagem em casos de conflitos envolvendo marcas em quaisquer esferas e o aumento substancial de penas em casos de infração.

### Sede social

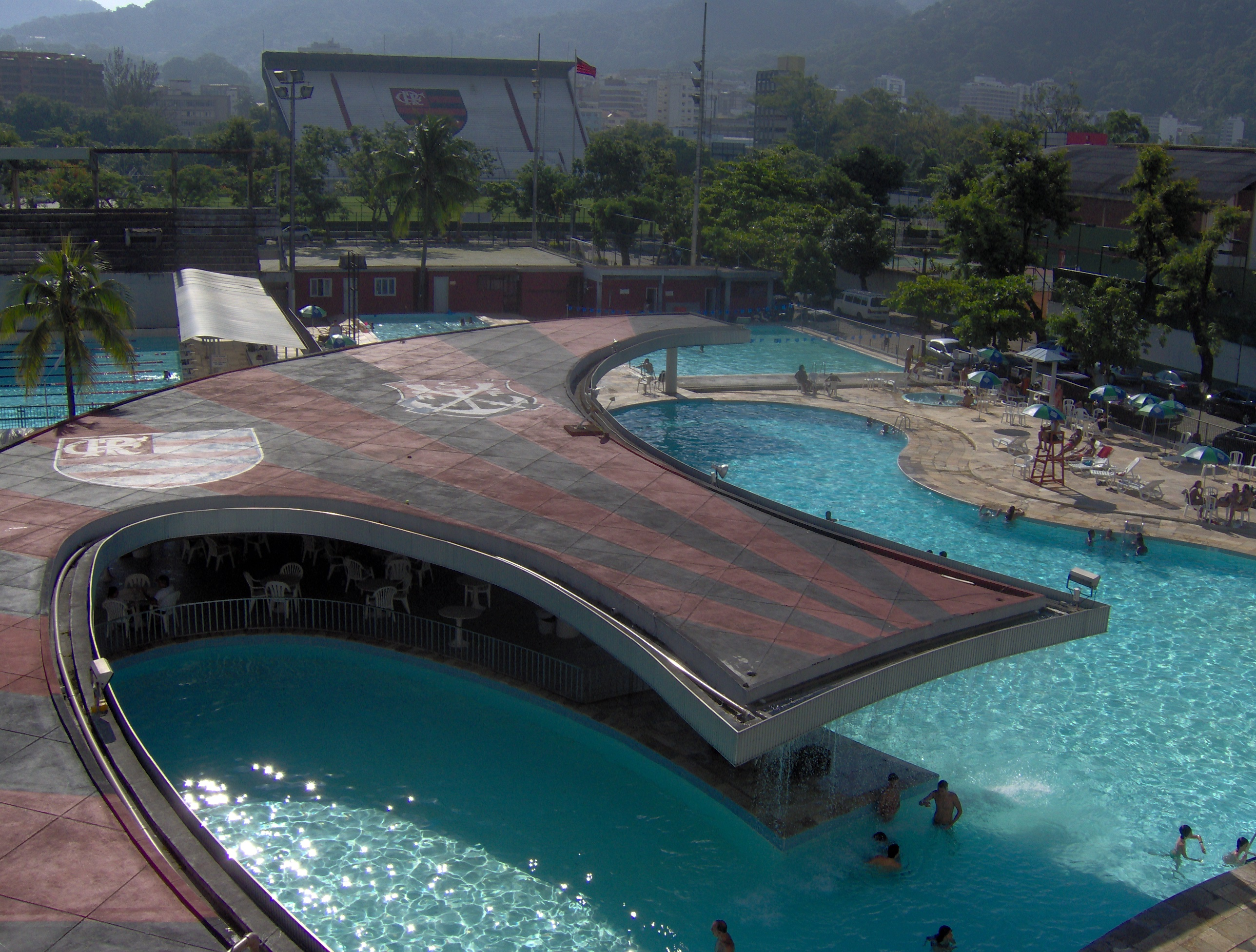
Piscinas da Sede social do Clube de Regatas do Flamengo com o Estádio da Gávea ao fundo

A sede social do Clube de Regatas do Flamengo, também conhecida como "Sede da Gávea", ou simplesmente por "Gávea", é onde está localizada a sede principal do clube. No local, os sócios podem usufruir do parque aquático, quadras de tênis, o estádio de futebol, ginásios de basquetebol e voleibol, brinquedos, restaurantes, além de ter locais para realização de festas. Em 2011 foi inaugurado no local o Museu do Flamengo. Em 1938, o Flamengo fez sua primeira partida oficial no Estádio da Gávea, perdendo para o Vasco por 2–0; e fez sua última partida oficial em 1997, vencendo o Americano por 3–0.
A Arena de Beach Soccer Maestro Júnior fica dentro da sede da Gávea, e foi inaugurada no dia 21 de julho de 2012 para partidas de futebol de areia. Ela recebeu este nome em homenagem a Junior, jogador com o maior número de jogos com a camisa do clube e com passagem pela modalidade após a aposentadoria dos campos.

### Estádio Rua Paysandu
O estádio estava localizado na rua de mesmo nome, no bairro do Flamengo e pertencia à Família Guinle. Em 31 de outubro de 1915, o clube fez sua estreia no estádio, vencendo o Bangu por 5–1, em jogo do Campeonato Carioca; e jogou lá pela última vez em 1932. Em 25 de setembro de 1925, o Flamengo disputou sua última partida no local, com uma vitória de 5–0, já que não tinha dinheiro para pagar o terreno.

### Estádio do Maracanã

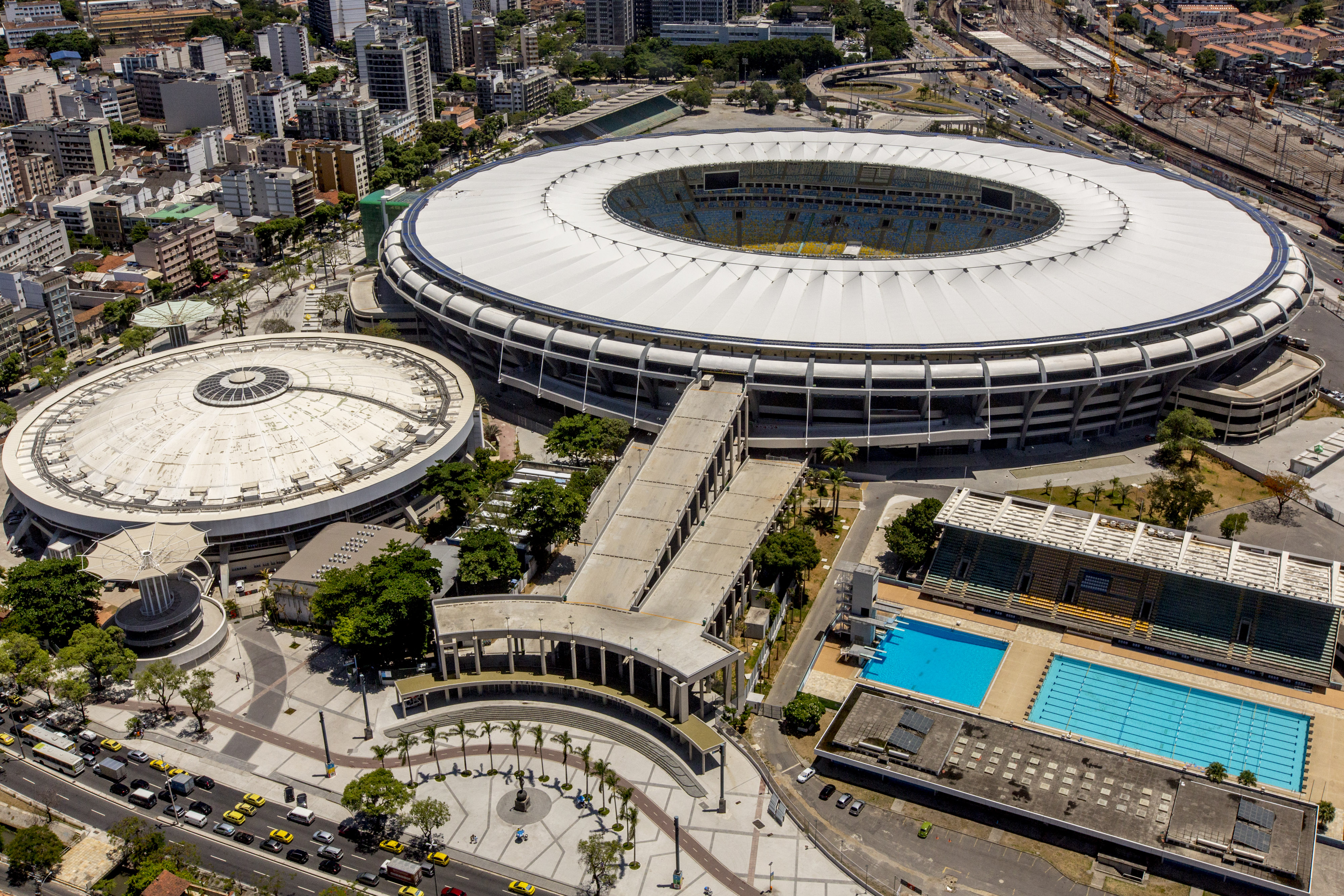
Maracanã

O estádio Jornalista Mário Filho, é o local onde o Flamengo manda suas partidas de futebol. O primeiro jogo do clube no estádio terminou com vitória de 3–1 para o rubro-negro em um amistoso contra o Bangu. Em 1956, o Flamengo aplicou a maior goleada da história do Maracanã, vencendo o São Cristóvão por 12–2. Após reformas de modernização para os Jogos Pan-Americanos de 2007, passou a ter capacidade aproximada para 92 mil espectadores, mas por questões de segurança não são colocados a totalidade de ingressos à venda. O recorde atual de público é de 87 795 espectadores, na partida válida pela antepenúltima rodada do Campeonato Brasileiro de 2007, entre Flamengo e Athletico Paranaense, vencida pelo rubro-negro carioca por 2–0, a qual garantiu-lhe vaga na Copa Libertadores da América de 2008.
Em 18 de março de 2019, o Governador do Rio de Janeiro, Wilson Witzel, anunciou a caducidade da concessão, isto é, o cancelamento de todos os contratos com o Consórcio Maracanã, assim como informou também que o Estado o administrará inicialmente a pedido dos clubes, e em até dois meses será feita nova licitação. Em 5 de abril de 2019, após apresentarem uma proposta de gestão em conjunto do estádio, Flamengo e Fluminense foram os escolhidos pelo Governo do Rio para administrar o Maracanã pelos próximos seis meses. Para isso, os dois clubes criaram a sociedade anônima "Fla-Flu S.A.", aberta especialmente para administrar o Maracanã e todo o seu complexo.

### Centro de Treinamento George Helal
O Centro de Treinamento George Helal, ou "Ninho do Urubu", é o local onde o Flamengo realiza os seus treinamentos relacionados à equipe de futebol. Fica localizado em Vargem Grande e, apesar de a obra não estar concluída, já é utilizado pelo time principal e categorias de base.[carece de fontes?] Em 2011, foi lançada a construção definitiva do CT, cuja obra poderá ser acompanhada pelos torcedores através do site oficial.

## Rivalidades

### Rivalidade com o Botafogo
O primeiro confronto entre os rivais cariocas Flamengo e Botafogo ocorreu em 1913. A partida ficou conhecida como Clássico da Rivaldade na década de 1960. O mascote do urubu do Flamengo originou-se durante a partida de 1 de junho de 1969, contra o Botafogo, quando torcedores do Flamengo lançaram um urubu em campo em resposta aos aplausos racistas de urubu do Botafogo e torcedores de outros times. O artilheiro do Flamengo no clássico é Zico e o artilheiro do Botafogo é Heleno de Freitas.

### Rivalidade com o Fluminense

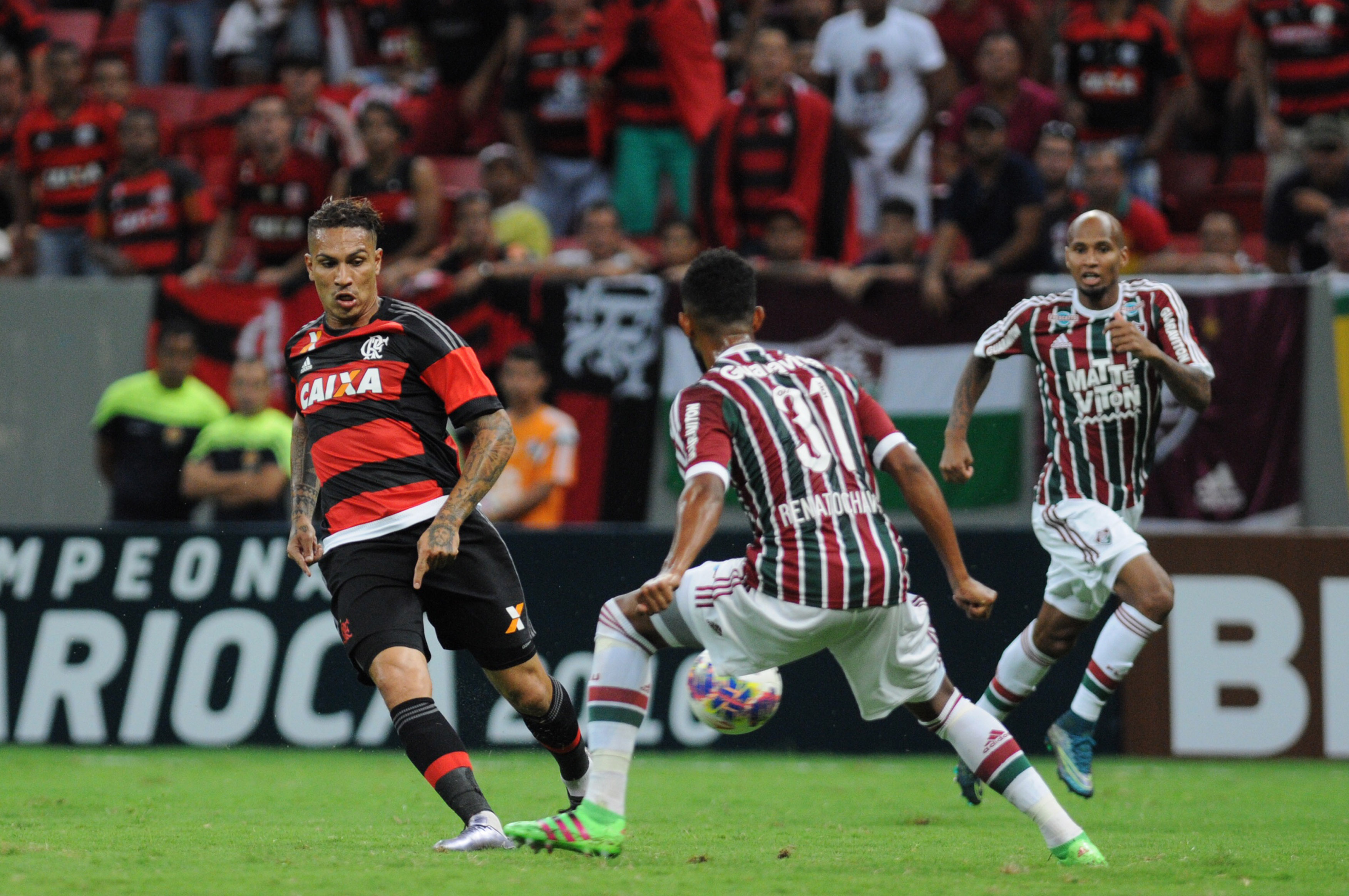
Paolo Guerrero em um jogo do Campeonato Carioca de 2016 entre Flamengo e Fluminense

O Fla-Flu ou Clássico das Multidões é o tradicional clássico brasileiro entre Flamengo e Fluminense, ambos do Rio de Janeiro. É considerado pelos especialistas em futebol e grande parte da mídia esportiva um dos maiores clássicos do mundo. Segundo o escritor Nelson Rodrigues, o clássico foi gerado pelo ressentimento. Do lado tricolor, o fato de seus titulares terem desertado e terem ido formar o departamento de futebol do Flamengo, e do lado rubro-negro, o fato de o Fluminense ainda ter vencido a primeira partida com o "time reserva", circunstâncias que teriam sido fundamentais para gerar a mística do clássico.
A rivalidade entre os dois clubes começou em outubro de 1911, quando um grupo de nove jogadores insatisfeitos com a diretoria do Fluminense deixou o clube e ingressou no clube de regatas do bairro vizinho, estabelecendo o departamento de futebol do Flamengo. O primeiro Fla-Flu foi disputado no ano seguinte, em 7 de julho. O Fluminense venceu a partida por 3–2, com 800 pessoas presentes, onde hoje fica o Estádio das Laranjeiras.
Com o tempo, Flamengo e Fluminense tornaram-se potências do futebol brasileiro, embora com origens comuns, os clubes tornaram-se muito distintos e em alguns casos antagônicos. Logo, o Flamengo tornou-se o time mais popular do Brasil, com torcedores principalmente das classes populares e trabalhadoras de todo o país. Enquanto o Fluminense manteve-se um clube ligado às classes médias e altas do Rio de Janeiro, principalmente da Zona Sul da cidade, onde o clube foi fundado.
Em 1950, foi construído o Estádio do Maracanã para sediar a Copa do Mundo da FIFA. Embora os quatro grandes clubes do Rio de Janeiro joguem no estádio, Flamengo e Fluminense são os times que mais jogaram lá e atualmente administram o estádio, que pertence a estado do Rio de Janeiro. O Fla-Flu detém o recorde mundial de público em jogos entre clubes: 194 603 espectadores estiveram presentes no Maracanã, na final do Campeonato Carioca de 1963, vencida pelo Flamengo após um empate sem gols.
Flamengo e Fluminense são os dois times de maior sucesso no Campeonato Carioca: até 2025, o Flamengo detinha 39 títulos estaduais e o Fluminense 33 títulos. Desde 2012, o Fla-Flu é considerado Patrimônio Imaterial do Rio de Janeiro, sendo o único clássico de futebol merecer esta honra.

### Rivalidade com o Vasco da Gama

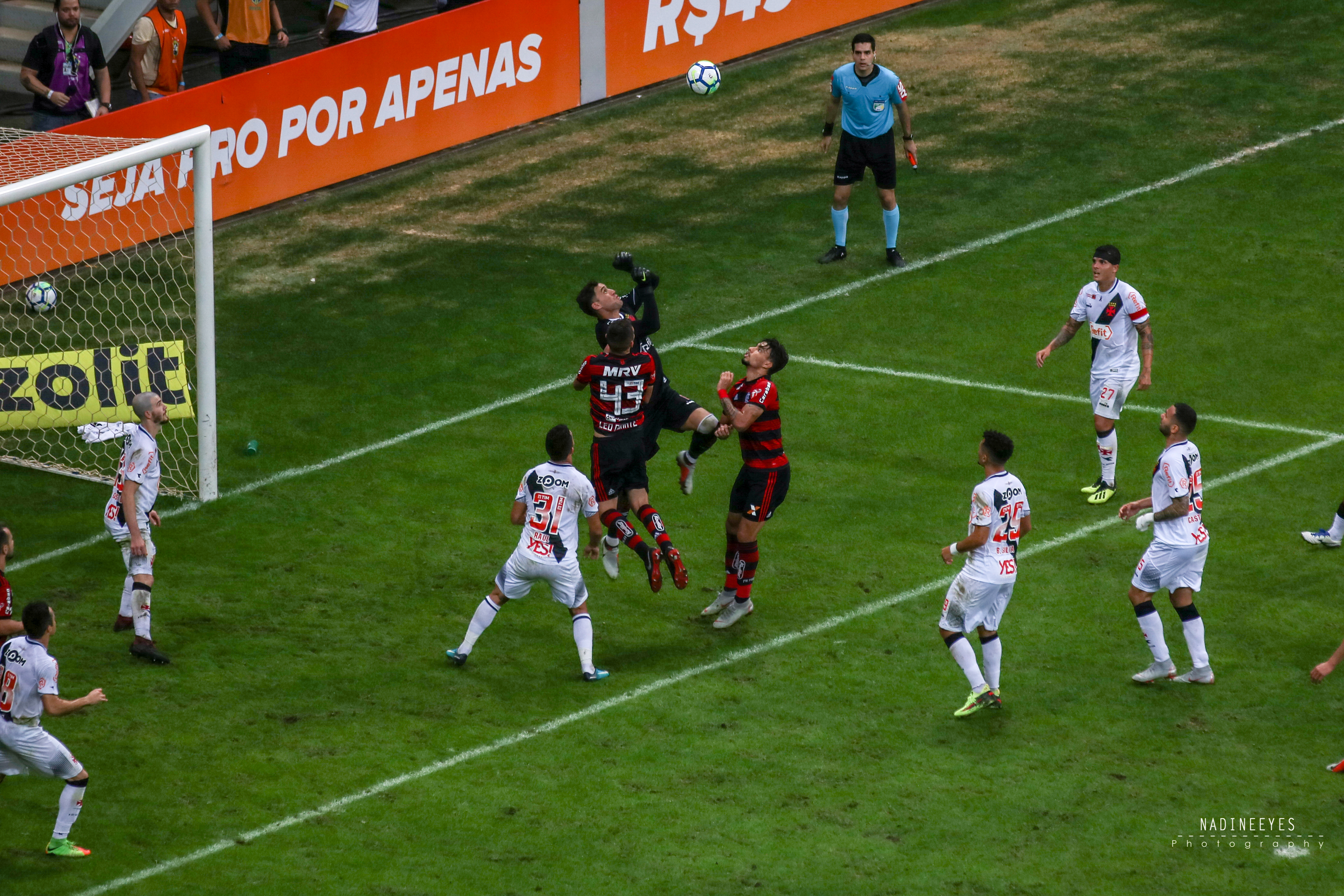
Partida entre Flamengo e Vasco da Gama em 2018

O Clássico dos Milhões é o tradicional clássico brasileiro entre Flamengo e Vasco da Gama, ambos do Rio de Janeiro. É considerada uma das maiores rivalidades do futebol brasileiro e do futebol mundial. O nome do clássico teve origem na década de 1920 e faz referência às duas maiores torcidas do estado do Rio de Janeiro. Os dois clubes foram fundados no final do século XIX como clubes de regata, nascendo a rivalidade já nas disputas marítimas, com os departamentos de futebol sendo criados posteriormente. A primeira partida entre os clubes foi disputada em 26 de março de 1922 - vitória rubro-negra por 1 a 0 - com o gol do zagueiro Segreto.
De 1972 a 2001, o confronto se elevou como a mais importante rivalidade do Flamengo (ultrapassando a com o Fluminense) e tornou-se a maior rivalidade entre clubes do Brasil. Nesse período, Flamengo e Vasco da Gama disputaram ou venceram a final de cada uma das fases do campeonato estadual quase todos os anos, enfrentando-se frequentemente. Isso também coincidiu com o início do Campeonato Brasileiro atual e com o crescimento da popularidade de ambos os clubes em todo o país. As partidas mais icônicas entre Flamengo e Vasco tiveram os ídolos dos dois clubes se desafiando: Zico pelo Flamengo (1971–83; 85–89) e Roberto Dinamite pelo Vasco da Gama (1971–79; 80–93).
Alguns dos grandes jogadores do futebol brasileiro jogaram pelas duas equipes, e com transferências agitadas nas décadas de 1980 e 1990. Bebeto veio para o Flamengo em 1983, sendo considerado o sucessor natural de Zico, mas deixou o time rubro-negro e foi jogar no Vasco em 1989. Romário foi revelado pelas categorias de base do Vasco, porém quando retornou ao Brasil em 1995, recém campeão da Copa do Mundo FIFA de 1994 e eleito melhor jogador do mundo pela FIFA no ano, optou por jogar no Flamengo. Outros jogadores como Andrade, Diego Souza, Edmundo, Felipe, Jean, Jorginho, Juninho Paulista, Leo Moura, Petković e Tita, também jogaram em ambos os clubes.

### Rivalidade com o Atlético Mineiro
O Flamengo tem uma rivalidade interestadual com o Atlético Mineiro de Minas Gerais, desenvolvida na década de 1980 a partir de inúmeros confrontos polêmicos entre os dois clubes nas edições do Campeonato Brasileiro e da Copa Libertadores daquela década. Manteve sua alta intensidade nos anos seguintes, e é considerada uma das maiores rivalidades interestaduais do futebol brasileiro.

## Torcedores

### Nação Rubro-Negra

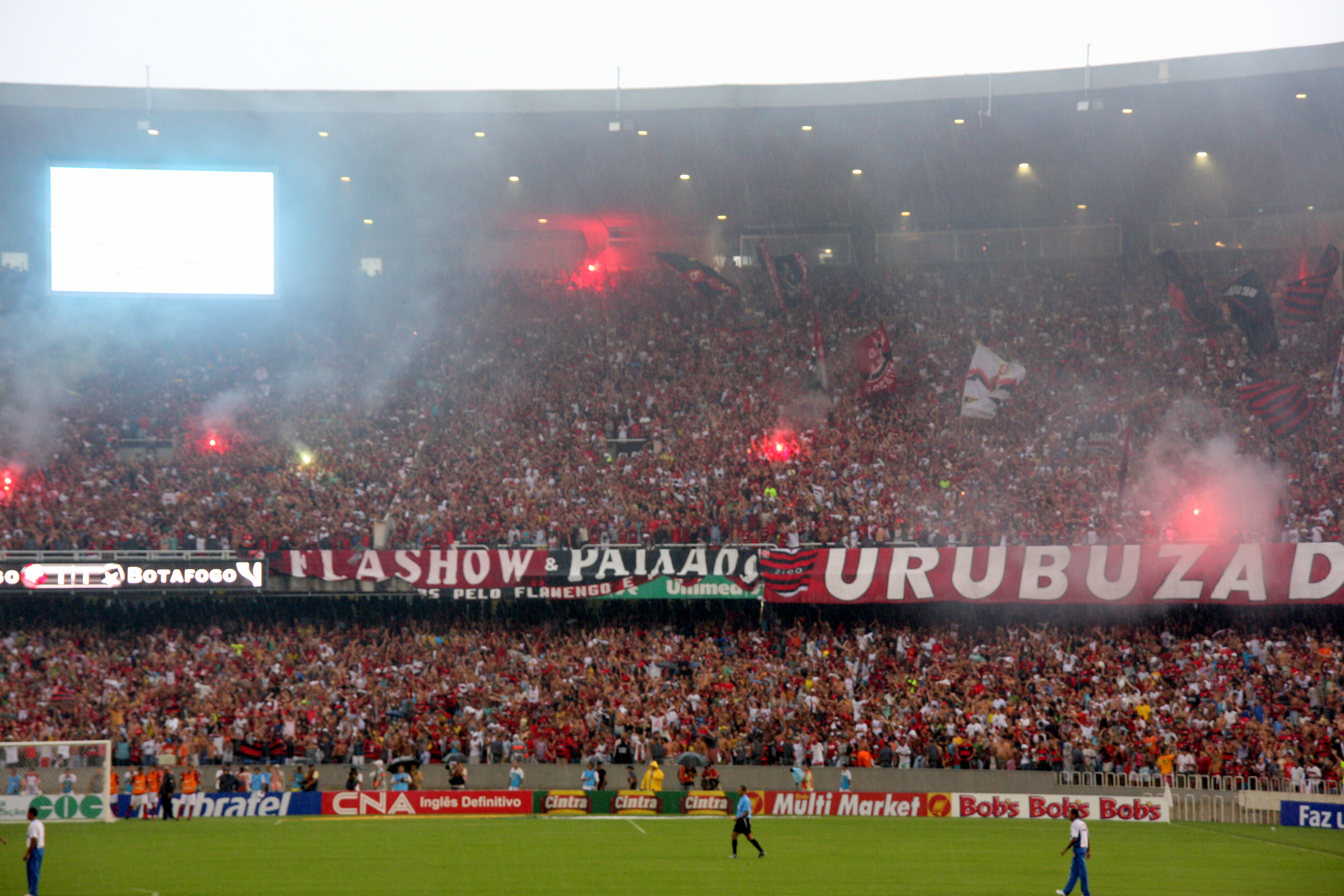
Torcida do Flamengo no Maracanã

Tombada pela prefeitura em 17 de outubro de 2007, a torcida do Flamengo é a maior do Brasil e do Mundo está espalhada em todas as regiões brasileiras, com maior concentração nas regiões Norte, Nordeste e Centro-Oeste.
Pesquisas de diversas meios consideram que o clube tenha entre 33 e 40 milhões de torcedores somente no Brasil. A pesquisa mais recente sobre torcidas no país, realizada pelo Ibope em parceria com o jornal Lance, no ano de 2014, aponta o clube com 16,2% das escolhas, seguido pelo Corinthians com 13,6%, São Paulo com 6,8%, Palmeiras com 5,3% e Vasco com 3,6%. Segundo a pesquisa, 80% da torcida do Flamengo — cerca de 25 milhões de torcedores — não é oriunda do Rio de Janeiro, estado de origem do clube e no qual se localiza sua sede social e o estádio que recebe seus jogos de futebol. No Rio de Janeiro, a torcida responde por 48,2% da população, o que, em números absolutos, corresponde a cerca de 7,9 milhões de torcedores. Um estudo feito em 2012 pela agência argentina de marketing esportivo Gerardo Molina-Euromericas, apontou o Flamengo como a equipe com a maior torcida do mundo.
Segundo pesquisas do instituto Datafolha o Flamengo é o time com mais torcedores nas regiões Centro-Oeste, Nordeste e Norte, é o segundo time com mais torcedores na região Sudeste atrás somente do Corinthians e o quarto no Sul do Brasil. Embora não seja o clube com mais torcedores nas regiões Sudeste e Sul, o Flamengo figura como o clube mais popular nos estados de Santa Catarina e Espírito Santo, e se destaca no estado de Minas Gerais, como o terceiro time com mais seguidores. O fato de o clube ter uma torcida imensa em regiões fora do Sudeste, faz com que torcedores rivais (especialmente os do Corinthians) afirmem que o número de torcedores do Flamengo na verdade está inflacionado por conter muitos "simpatizantes" ou "torcedores mistos" (torcedores que dizem torcer para o Flamengo, mas que na verdade torcem por outros clubes e tem o Flamengo apenas como segunda opção). Porém, uma pesquisa realizada em 2019 pelo IBOPE Repucom diz que somente 19% dos torcedores do Flamengo são na verdade "simpatizantes", o terceiro menor valor entre os clubes brasileiros, e apenas 1 ponto percentual a mais que o do Corinthians.
A torcida rubro-negra tem a melhor média geral de público em jogos do Campeonato Brasileiro, terminando por 11 vezes na frente. Detém o recorde de participações nos maiores públicos da história do futebol brasileiro. Dos 244 maiores públicos já registrados, a torcida teve participação direta em 103, a frente do Vasco, segundo no ranking, com 58 participações. No campeonato brasileiro de futebol, dos 10 maiores públicos a torcida registra participação em 6 jogos, sendo detentora do recorde de público do torneio em partida realizada contra o Santos em 29 de maio de 1983 no estádio Maracanã com presença de 155 523 mil pessoas.

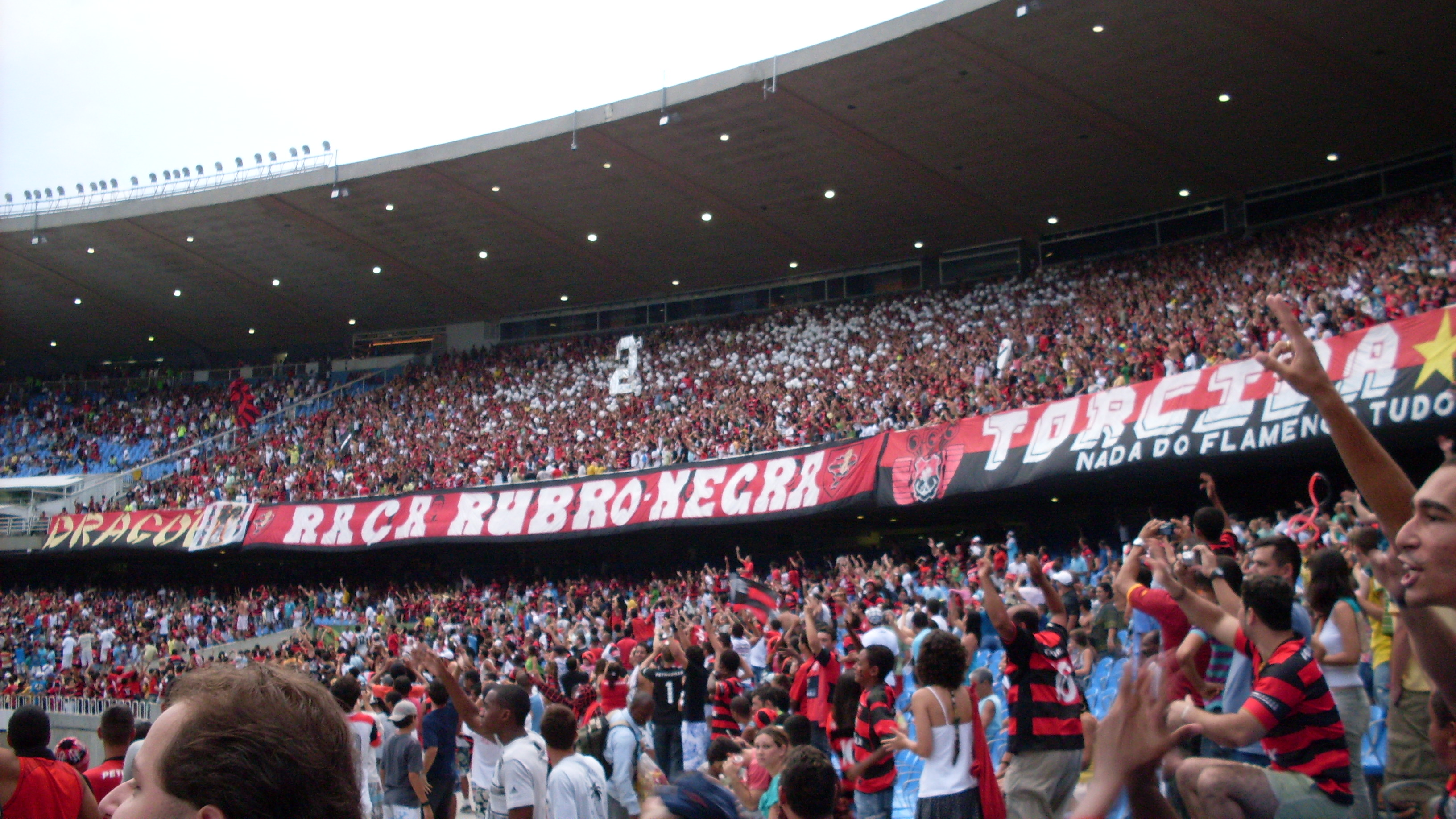
Torcida do Flamengo no Maracanã

Em 10 de outubro de 2007 a "Camisa 12" do Flamengo foi aposentada em homenagem a esta torcida. A ideia partiu de Reginaldo Beltrão, um conselheiro do clube à época, e foi aceita pelo então presidente Márcio Braga. A carta enviada pelo conselheiro sugeria a aposentadoria do número, para homenagear o que chamou de maior jogador da história do Flamengo.
Em 1979 foi fundada a torcida Fla-Gay, a primeira torcida de gênero do Brasil.
A torcida do Flamengo é referida carinhosamente por seus seguidores e pela mídia em geral como Nação Rubro-Negra, originando-se esse termo das proporções de tamanho, diversidade e difusão dos torcedores em todas as regiões do Brasil.

#### Embaixadas da Nação Rubro-Negra
As Embaixadas da Nação são movimentos espontâneos que ocorrem no Brasil e no exterior. Recentemente, o Clube de Regatas do Flamengo, por meio do Projeto Nação Rubro-Negra, resolveu apoiar tais manifestações espontâneas, conferindo-lhes caráter institucional. Essa oficialização dar-se-á pela emissão de um diploma a ser conferido pelo Clube de Regatas do Flamengo, assinado pelo presidente do Conselho Diretor.

## Títulos
| HONORÁRIOS | HONORÁRIOS                            | HONORÁRIOS  |
|            | Competição                            | Temporadas  |
| ---------- | ------------------------------------- | ----------- |
|            | Quádrupla coroa                       | 2020        |
|            | Tríplice Coroa                        | 1981 e 2019 |
|            | 9º Maior Clube do Século XX pela FIFA | 2000        |
|            | 1º Melhor Clube do Mundo              | 2022        |

| MUNDIAIS       | MUNDIAIS                           | MUNDIAIS | MUNDIAIS |
|                | Competição                         | Títulos  | Temporadas |
| -------------- | ---------------------------------- | -------- | --- |
|                | Copa Intercontinental              | 1        | 1981 |
| CONTINENTAIS   |                                    |          | |
|                | Competição                         | Títulos  | Temporadas |
|                | Copa Libertadores da América       | 3        | 1981, 2019 e 2022 |
|                | Copa Mercosul                      | 1        | 1999 |
|                | Recopa Sul-Americana               | 1        | 2020 |
|                | Copa de Ouro Nicolás Leoz          | 1        | 1996 |
| NACIONAIS      |                                    |          | |
|                | Competição                         | Títulos  | Temporadas |
|                | Campeonato Brasileiro              | 7        | 1980, 1982, 1983, 1992, 2009, 2019 e 2020 |
|                | Copa do Brasil                     | 5        | 1990, 2006, 2013, 2022 e 2024 |
|                | Supercopa do Brasil                | 3        | 2020, 2021 e 2025 |
|                | Copa dos Campeões                  | 1        | 2001 |
| EXTRAOFICIAIS  |                                    |          | |
|                | Competição                         | Títulos  | Temporadas |
|                | Copa União (Troféu João Havelange) | 1        | 1987 |
| INTERESTADUAIS |                                    |          | |
|                | Competição                         | Títulos  | Temporadas |
|                | Torneio Rio–São Paulo              | 1        | 1961[Nota 1] |
| ESTADUAIS      |                                    |          | |
|                | Competição                         | Títulos  | Temporadas |
|                | Campeonato Carioca                 | 39       | 1914, 1915, 1920, 1921, 1925, 1927, 1939, 1942, 1943, 1944, 1953, 1954, 1955, 1963, 1965, 1972, 1974, 1978, 1979-I, 1979-II, 1981, 1986, 1991, 1996, 1999, 2000, 2001, 2004, 2007, 2008, 2009, 2011, 2014, 2017, 2019, 2020, 2021, 2024 e 2025 |
|                | Copa Rio                           | 1        | 1991 |
|                | Taça Guanabara Independente        | 2        | 1970 e 1980 |
|                | Torneio Início                     | 6        | 1920, 1922, 1946, 1951, 1952 e 1959 |
|                | Torneio Aberto                     | 1        | 1936 |
|                | Torneio Relâmpago                  | 1        | 1943 |
| MUNICIPAIS     |                                    |          | |
|                | Competição                         | Títulos  | Temporadas |
|                | Campeonato da Capital              | 2        | 1991 e 1993 |
|                | Torneio Extra                      | 1        | 1934 |
| TOTAL          |                                    |          | |
|                | Conquistas                         | Títulos  | Categorias |
|                | Títulos oficiais                   | 78       | 1 Mundial, 6 Continentais, 16 Nacionais, 1 Extraoficial, 1 Interestadual, 50 Estaduais e 3 Municipais |

## Estatísticas

### Participações
| Competição                       | Competição                                 | Temporadas                       | Anos                                                                |
| Regionais                        | Regionais                                  | Regionais                        | Regionais                                                           |
| -------------------------------- | ------------------------------------------ | -------------------------------- | ------------------------------------------------------------------- |
| Rio de Janeiro                   | Campeonato Carioca                         | 114                              | 1912–2025                                                           |
| Rio de Janeiro                   | Taça Guanabara                             | 61                               | 1965–2025                                                           |
| Rio de Janeiro                   | Taça Rio                                   | 35                               | 1978, 1982–1993, 1996–2013, 2017–2020                               |
| Rio de Janeiro · São Paulo       | Torneio Rio-São Paulo (extinta)            | 23                               | 1950–1955, 1957–1966, 1993, 1997–2002                               |
| Nacionais                        |                                            |                                  |                                                                     |
| Brasil                           | Campeonato Brasileiro                      | 60                               | 1964, 1967–2025                                                     |
| Brasil                           | Copa do Brasil                             | 29                               | 1989–1990, 1993, 1995–2001, 2003–2006, 2009, 2011, 2013–2025        |
| Brasil                           | Copa dos Campeões (extinta)                | 3                                | 2000–2002                                                           |
| Brasil                           | Supercopa Rei (antiga Supercopa do Brasil) | 6                                | 1991, 2020–2023, 2025                                               |
| Internacionais                   |                                            |                                  |                                                                     |
|                                  | Copa Libertadores da América               | 21                               | 1981–1984, 1991, 1993, 2002, 2007–2008, 2010, 2012, 2014, 2017–2025 |
| Supercopa Libertadores (extinta) | 10                                         | 1988–1997                        |                                                                     |
| Copa Sul-Americana               | 6                                          | 2003–2004, 2009, 2011, 2016–2017 |                                                                     |
| Copa Mercosul (extinta)          | 4                                          | 1998–2001                        |                                                                     |
| Recopa Sul-Americana             | 2                                          | 2020, 2023                       |                                                                     |
|                                  | Intercontinental                           | 1                                | 1981                                                                |
| Copa do Mundo                    | 2                                          | 2019, 2022                       |                                                                     |
| Mundial                          | 1                                          | 2025                             |                                                                     |
| Amistosas                        |                                            |                                  |                                                                     |
|                                  | Primeira Liga (extinta)                    | 2                                | 2016–2017                                                           |
| Flórida                          | Florida Cup/FC Series                      | 3                                | 2019, 2024–2025                                                     |

     Participações, em 2025

### Campanhas de destaque
| Clube de Regatas do Flamengo | Clube de Regatas do Flamengo | Clube de Regatas do Flamengo | Clube de Regatas do Flamengo                                                                               | Clube de Regatas do Flamengo                              |
| Torneio                      | Campeão | Vice-campeão | Terceiro colocado                                                                                          | Quarto colocado                                           |
| Internacionais               | Internacionais | Internacionais | Internacionais                                                                                             | Internacionais                                            |
| ---------------------------- | --- | --- | --- | --------------------------------------------------------- |
| Mundial/Intercontinental     | 1 (1981) | 1 (2019) | 1 (2022)                                                                                                   | 0 (não possui)                                            |
| Copa Libertadores da América | 3 (1981, 2019 e 2022) | 1 (2021) | 1 (1982)                                                                                                   | 1 (1984)                                                  |
| Copa Sul-Americana           | 0 (não possui) | 1 (2017) | 0 (não possui)                                                                                             | 0 (não possui)                                            |
| Copa Mercosul                | 1 (1999) | 1 (2001) | 0 (não possui)                                                                                             | 0 (não possui)                                            |
| Copa de Ouro Nicolás Leoz    | 1 (1996) | 0 (não possui) | 0 (não possui)                                                                                             | 0 (não possui)                                            |
| Supercopa Sul-Americana      | 0 (não possui) | 2 (1993, 1995) | 1 (1992)                                                                                                   | 0 (não possui)                                            |
| Recopa Sul-Americana         | 1 (2020) | 1 (2023) | 0 (não possui)                                                                                             | 0 (não possui)                                            |
| Nacionais                    | | | |                                                           |
| Campeonato Brasileiro        | 7 (1980, 1982, 1983, 1992, 2009, 2019 e 2020) | 3 (1964, 2018 e 2021) | 3 (2007, 2016 e 2024)                                                                                      | 2 (2011 e 2023)                                           |
| Copa do Brasil               | 5 (1990, 2006, 2013, 2022 e 2024) | 5 (1997, 2003, 2004, 2017 e 2023) | 3 (1989, 1996 e 2014)                                                                                      | 3 (1993, 1995 e 2018)                                     |
| Copa dos Campeões            | 1 (2001) | 0 (não possui) | 2 (2000, 2002)                                                                                             | 0 (não possui)                                            |
| Supercopa do Brasil          | 3 (2020, 2021 e 2025) | 3 (1991, 2022 e 2023) | — | —                                                         |
| Regionais                    | | | |                                                           |
| X Torneio Rio–São Paulo      | 1 (1961) | 2 (1958, 1997) | 3 (1957, 1959, 1964)                                                                                       | 5 (1951, 1955, 1962, 1965, 1993)                          |
| Campeonato Carioca           | 39 (1914, 1915, 1920, 1921, 1925, 1927, 1939, 1942, 1943, 1944, 1953, 1954, 1955, 1963, 1965, 1972, 1974, 1978, 1979, 1979 (especial), 1981, 1986, 1991, 1996, 1999, 2000, 2001, 2004, 2007, 2008, 2009, 2011, 2014, 2017, 2019, 2020, 2021, 2024 e 2025) | 33 (1912, 1913, 1919, 1922, 1923, 1924, 1932, 1936, 1937, 1938, 1940, 1941, 1952, 1958, 1961, 1962, 1966, 1968, 1969, 1973, 1977, 1982, 1983, 1984, 1987, 1988, 1989, 1992, 1994, 1995, 1998, 2010, 2013, 2022 e 2023) | 17 (1917, 1935, 1946, 1947, 1948, 1949, 1956, 1957, 1964, 1980, 1985, 1993, 1997, 2003, 2012, 2015 e 2018) | 9 (1916, 1918, 1928, 1951, 1960, 1971, 1975, 1990 e 2016) |
| Amistosas                    | | | |                                                           |
| Primeira Liga                | 0 (não possui) | 0 (não possui) | 1 (2016)                                                                                                   | 0 (não possui)                                            |
| Florida Cup                  | 1 (2019) | 0 (não possui) | 0 (não possui)                                                                                             | 0 (não possui)                                            |

### Medalhistas olímpicos
Lista de todos os atletas do C.R. Flamengo que conquistaram medalhas nas Olimpíadas em seus respectivos esportes. São ao todo 3 medalhas de ouro, 10 medalhas de prata e 21 de bronze:
Atletismo
- José Telles da Conceição — bronze no salto em altura em 1952

Basquetebol
- Alfredo da Motta — bronze em 1948
- Afonso Azevedo Évora — bronze em 1948
- Fernando Pereira de Freitas — bronze em 1960
- Waldyr Geraldo Boccardo — bronze em 1960
- Zenny de Azevedo (Algodão) — bronze em 1948 e bronze em 1960

Futebol
- Augilmar Oliveira (Gilmar Popoca) — prata em 1984
- Jorge de Amorim Campos (Jorginho) — prata em 1988
- Jorge Luís Andrade da Silva (Andrade) — prata em 1988
- José Carlos da Costa Araújo (Zé Carlos) — prata em 1988
- José Roberto Gama de Oliveira (Bebeto) — prata em 1988 e bronze em 1996
- Sávio Bortolini Pimentel — bronze em 1996

Judô
- Rafaela Silva — bronze por equipe mista em 2024

Natação
- Jorge Fernandes — bronze nos 4x200 m livres em 1980
- Ricardo Prado — prata nos 400 m medley em 1984
- Fernando Scherer (Xuxa) — bronze nos 50 m livres em 1996 e bronze no revezamento 4x100 m em 2000
- César Cielo — bronze nos 50 m livres em 2012

Voleibol
- Kátia Lopes — bronze em 2000
- Leila Barros — bronze em 2000
- Virna Dias — bronze em 2000

Ginástica artística
- Rebeca Andrade — ouro no salto e prata no individual geral em 2021; ouro no solo, prata no individual geral e no salto, bronze por equipes em 2024
- Flávia Saraiva — bronze por equipes em 2024
- Lorrane Oliveira — bronze por equipes em 2024
- Jade Barbosa — bronze por equipes em 2024

Canoagem Velocidade
- Isaquias Queiroz — ouro no C1 1000 metros em 2021; prata no C1 1000 metros em 2024

### Jogadores destacados
Jogadores que, no mundo, só jogaram pelo Clube de Regatas do Flamengo
 Jogadores que, no Brasil, só jogaram pelo Clube de Regatas do Flamengo
 Jogadores que, no Rio de Janeiro, só jogaram pelo Clube de Regatas do Flamengo
Esta é uma lista de jogadores de destaque que já passaram pelo Flamengo:
- Adílio
- Adriano Imperador
- Aírton Beleza
- Aldair
- Alecsandro
- Alessandro
- Alfredinho
- Athirson
- Andrade
- Babá
- Bebeto
- Benítez
- Beto
- Biguá
- Borgerth
- Bruno Henrique
- Caio Ribeiro
- Cantareli
- Carlinhos
- Carpegiani
- Chamorro
- Cláudio Adão
- De Arrascaeta
- Dequinha
- Dida
- Diego Alves
- Diego
- Dionísio
- Djalminha
- Domingos da Guia
- Doval
- Edílson
- Esquerdinha
- Elias
- Evaristo de Macedo
- Éverton Ribeiro
- Fábio Baiano
- Fábio Luciano
- Felipe
- Fillol
- Filipe Luís
- Fio Maravilha
- Friedenreich
- Gabigol
- Gamarra
- Gaúcho
- Gerson
- Gérson
- Gilmar
- Henrique
- Hernane
- Ibson
- Índio
- Iranildo
- Isla
- Jadir
- Jaime de Almeida
- Jair
- Jarbas
- Joel
- Jordan
- Jorginho
- Juan
- Juan (lateral)
- Júlio César
- Júlio César "Uri Geller"
- Júnior
- Júnior Baiano
- Junqueira
- Kléberson
- Leandro
- Leonardo
- Leo Moura
- Leônidas da Silva
- Lico
- Liminha
- Luís Carlos
- Luisinho Lemos
- Mancuso
- Marcelinho Carioca
- Marinho
- Modesto Bría
- Mozer
- Nélio
- Nelson
- Nonô
- Nunes
- Obina
- Pablo Marí
- Paulo Cézar "Caju"
- Paulo Nunes
- Paulinho
- Pedro
- Paulo Henrique
- Perácio
- Petković
- Pirillo
- Rafinha
- Raul Plassmann
- Reinaldo
- Renato Abreu
- Renato Augusto
- Renato Gaúcho
- Réver
- Reyes
- Rodrigo Caio
- Romário
- Ronaldinho Gaúcho
- Ronaldo Angelim
- Rondinelli
- Rubens
- Sávio
- Sidney Pullen
- Silva Batuta
- Thiago Neves
- Tita
- Ufarte
- Vágner Love
- Vitinho
- Valido
- Vevé
- Volante
- Willian Arão
- Yustrich
- Zagallo
- Zé Carlos
- Zico
- Zinho
- Zizinho

### Treinadores

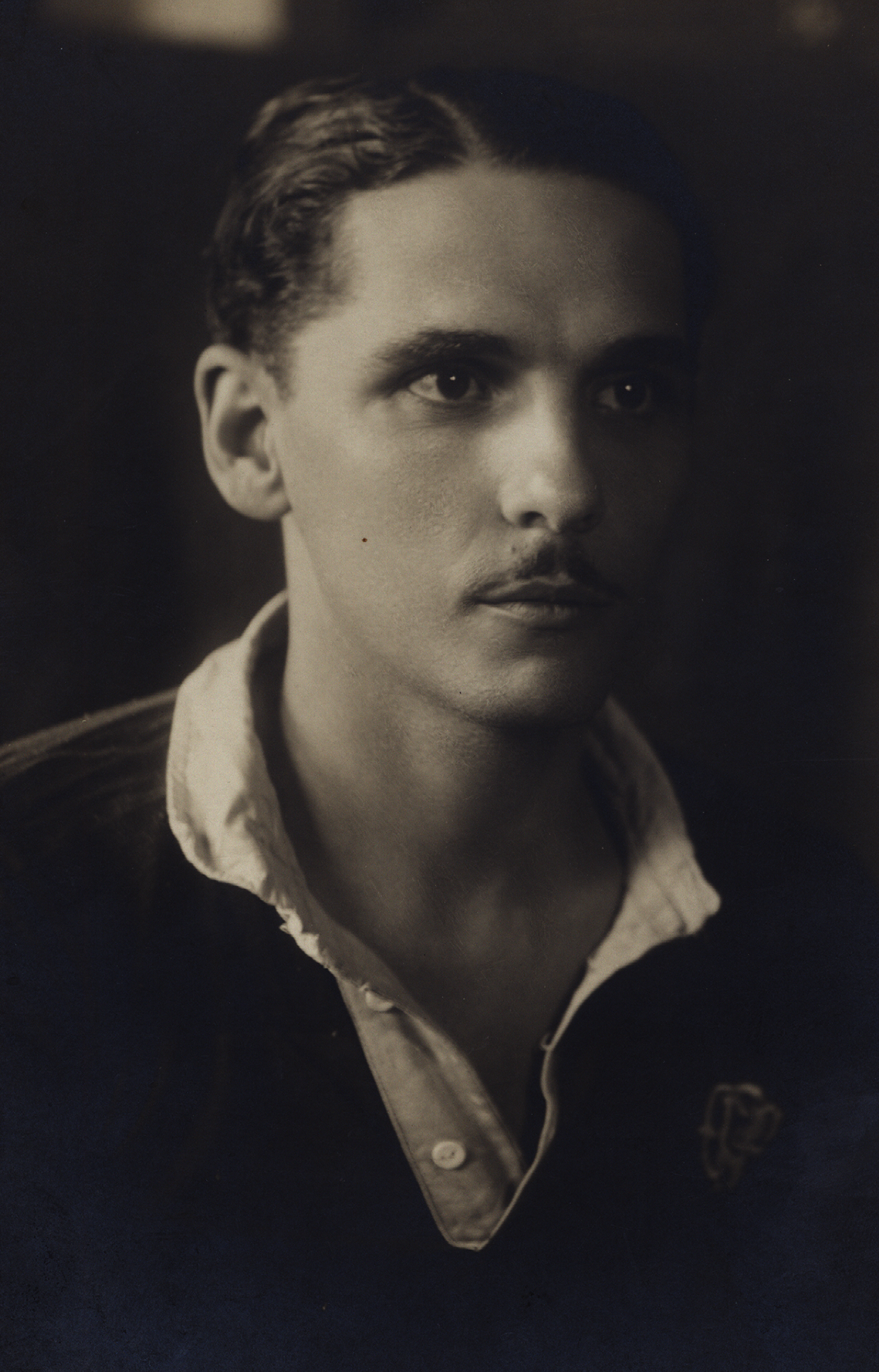
Flávio Costa é o técnico com mais jogos (746) pelo Flamengo

Esses são os principais treinadores (em ordem alfabética):
- Andrade — em 2009, entrou como técnico interino, após o Flamengo demitir Cuca. Após alguns jogos, o clube resolveu efetivá-lo. Levou o time a conquistar seu único título brasileiro na década de 2000, quebrando um tabu de 17 anos sem conquistar o Campeonato em 2009. Na sequência o clube chegou a ficar até catorze pontos atrás do então líder Palmeiras, mas nos seus 17 últimos jogos o retrospecto foi de 12 vitórias, quatro empates e apenas uma derrota.
- Carlinhos — o Violino, como era chamado em seus tempos de jogador, costuma chamar a Gávea, sede do clube, de "segunda casa", e não é para menos: foram 517 partidas como meio-campista do Flamengo (seu único clube) entre 1958 e 1969 e outras 313 como treinador em sete passagens pela equipe entre 1983 e 2000. Como principais títulos como treinador estão os Cariocas de 1991, 1999 e 2000, o Brasileiro de 1992, e a Copa Mercosul de 1999.
- Carlos Alberto Torres — possui duas curtíssimas passagens pelo clube, a primeira entre abril e agosto de 1983, e a segunda entre novembro de 2001 e fevereiro de 2002, mas suficientes para, respectivamente, conquistar o Brasileiro de 1983 e ajudar o clube a fugir do rebaixamento do Brasileiro de 2001.
- Cláudio Coutinho — capitão de artilharia e mestre em Educação física, são dele as ideias que fizeram do Flamengo o time campeão mundial de 1981. Teve duas passagens pelo Flamengo: 1976–77 e a marcante 1978–80, tendo como principais títulos: o terceiro tricampeonato Carioca (1978/1979 Especial/1979), o Palma de Maiorca de 1978, os Ramón de Carranza de 1979 e 1980, e o Brasileiro de 1980. Morreu afogado aos 42 anos, poucas semanas antes de ver o Flamengo ser campeão mundial (em 1981). Foi também o técnico da Seleção Brasileira na Copa de 1978.
- Izidor "Dori" Kürschner — revolucionário técnico húngaro, implementou o primeiro esquema tático no Brasil que se tem notícia: o WM. Trazido pelo presidente José Bastos Padilha, treinou o clube no período de 1937–38, e apesar de não ter vencido nada de relevante, pode-se dizer que foi ele quem trouxe a tática futebolística não só ao Flamengo, como ao Brasil.
- Dorival Júnior — em 2022 assumiu o time após a demissão do técnico português Paulo Sousa. No comando do clube, foi campeão da Copa do Brasil nos pênaltis e da Copa Libertadores da América de 2022, consagrando o centroavante Pedro como o "Melhor Jogador da América" naquele ano.
- Flávio Costa — técnico com maior número de partidas disputadas à frente do time de futebol (746 ao todo). Dirigiu o clube em vários períodos: setembro de 1934 a janeiro de 1937, dezembro de 1938 a dezembro de 1946, 1951–52 e 1962–65. Como principais conquistas, o primeiro tricampeonato Carioca (1942/43/44), além dos Cariocas de 1939 e 1963.
- Fleitas Solich — dirigiu o Flamengo em 504 partidas, nos períodos de abril de 1953 a junho de 1959, julho de 1960 a janeiro de 1962, depois em 1971. Como principais conquistas estão o segundo Tricampeonato Carioca (1953–54–55), Taça dos Campeões Estaduais Rio-São Paulo de 1956, e o Torneio Rio-São Paulo de 1961, além de mais de 10 outros troféus.
- Jayme de Almeida — assumiu interinamente o rubro-negro em 2013 com a saída de Mano Menezes, mas foi logo efetivado ao cargo de técnico. Em 27 de novembro, conquistou o terceiro título da Copa do Brasil, consagrando-o como o melhor técnico na competição, o goleiro Felipe como melhor goleiro e o atacante Hernane como o artilheiro.
- Jair Pereira — sua principal passagem pelo clube se deu em 1990, quando foi campeão da Copa do Brasil.
- Joel Santana — com seu estilo defensivo, possui cinco passagens pelo clube (1996, 1998, 2005, 2007–08, 2012) em que se destacam o título Carioca invicto e a Copa de Ouro Nicolás Leoz de 1996, a fuga do rebaixamento do Brasileiro de 2005, a arrancada do Brasileiro de 2007 e o título Carioca de 2008. Em 2012, o técnico teve nova passagem, mas sem resultados expressivos, acabou demitido.
- Jorge Jesus — em apenas cinco meses no cargo, o treinador português conquistou a Copa Libertadores da América de 2019 e o Campeonato Brasileiro do mesmo ano. Entre 2019 e 2020 conquistou mais títulos (cinco) do que teve derrotas (quatro) e manteve mais de 81% de aproveitamento com 43 vitórias em 57 jogos. Em 2020 conquistou a Recopa Sul americana, a Supercopa do Brasil de 2020 e o Campeonato Carioca de Futebol.
- Ney Franco — o treinador mineiro teve uma passagem pelo clube entre maio de 2006 e julho de 2007, quando foi campeão da Copa do Brasil de 2006 e Carioca de 2007. Depois que Zagallo saiu do clube em novembro de 2001, foi quem ficou mais tempo à frente da equipe de forma ininterrupta (74 jogos).
- Paulo César Carpegiani — titular absoluto do Flamengo entre 1977 e 1980, em meados de 1981, por conta de sérios problemas no joelho, se aposenta como jogador (oficialmente seu último jogo seria um amistoso contra o Boca Juniors em setembro de 1981), para logo então assumir o comando do Flamengo como seu treinador. Poucos meses depois, ele estaria à frente do time que deu ao clube suas maiores conquistas: a Libertadores da América e a Copa Intercontinental de 1981. Como treinador, venceu também o Carioca de 1981 e o Brasileiro 1982. Ficaria até março de 1983, para só retornar em 2000 quando teve uma rápida e apagada passagem de três meses pelo clube. Em 2018, teve uma nova passagem pelo comando do time, mas foi demitido após a derrota para o Botafogo pela semifinal do Carioca.
- Rogério Ceni — assumiu o clube, logo após a saída do espanhol Domènec Torrent, ainda na temporada 2020. Tendo assim, conquistado o Campeonato Brasileiro de 2020 e a Supercopa do Brasil 2021.
- Zagallo — o tetracampeão do mundo de futebol tem sua história diretamente ligada ao Flamengo. Além de ter sido jogador do clube entre 1951 e 1958 (217 jogos), foi seu treinador nos períodos de 1972–73, 1984–85 e 2000–01, totalizando 283 partidas. Exercendo a função de técnico do clube constam como seus principais títulos os Cariocas de 1972 e 2001 e a Copa dos Campeões de 2001.

## Elenco atual
Última atualização: 12 de agosto de 2025.

## Outros esportes

### Basquetebol
Masculino
O basquete rubro-negro ganhou o primeiro campeonato de basquete organizado no Brasil em 1919, e desde então se tornou um dos times mais tradicionais do país, tendo ganho sete Campeonatos Brasileiros (2008, 2009, 2013, 2014, 2015, 2016 e 2019), 46 Campeonatos Cariocas (maior vencedor da competição), um Campeonato Sul-Americano de Clubes Campeões (1953), uma Liga Sul-Americana (2009), além de quatro Torneios da CBD (1934, 49, 51 e 53).
Em 2014, o Flamengo conquistou a Liga das Américas, considerada como a Libertadores do Basquete, invicto e em uma final inédita contra um time do mesmo país, Pinheiros. Com isto se credenciou a participar da Copa Intercontinental de 2014 contra o Maccabi Tel Aviv, campeão da Euroliga. Após duas partidas, disputadas na HSBC Arena, o Flamengo sagrou-se vencedor e tornou-se apenas o segundo clube do Brasil a conseguir tal feito, desde o E.C. Sírio em 1979. Além disso, como já havia logrado o mesmo êxito no futebol, juntou-se ao Real Madrid e ao Barcelona como únicos clubes campeões intercontinentais no basquete e futebol.
Feminino
Na categoria feminina, o basquetebol rubro-negro foi bicampeão brasileiro em 1954 e 1955, com o talento de Carminha, Didi, Marina, Regina, Ivanira, Luiza Helena Micelli. Exatos dez anos passados, em 1964 e 1965, a equipe voltou a ser campeã brasileira, com algumas atletas que conquistaram o primeiro bicampeonato. Norminha, Angelina, Marlene e Delei (da Seleção Brasileira) foram campeãs no Pan-Americano de 1967, em Winnipeg no Canadá. Em 1966, o clube sagrou-se campeão mundial de clubes, com um time que era liderada por Angelina, considerada uma das maiores jogadora de basquete de seu tempo.

### Futebol americano
O futebol americano do clube surgiu em 2013, quando o clube montou uma parceria com o Rio de Janeiro Imperadores (anteriormente Fluminense Imperadores). o clube passou então a usar o nome fantasia Flamengo Imperadores.[carece de fontes?]

### Futebol feminino
Em 2016 o futebol feminino do Flamengo conquistou o seu primeiro título nacional da categoria ao vencer o Campeonato Brasileiro contra o então campeão Rio Preto.

### Futebol de Masters
A equipe de futebol de masters do Flamengo foi formada em 2000 por atletas que já se aposentaram dos gramados. A equipe ganhou 2 torneios: O Torneio Lendas do Futebol de 2018 e o Torneio de Lendas da Florida Cup de 2019.[carece de fontes?]

### Ginástica artística
A ginástica artística do Flamengo começou em 1950, mesmo ano da fundação da Federação Carioca de Ginástica. O sucesso da modalidade no clube começou ainda na década 70, e se intensificou a partir da década de 80, com a ex-treinadora Georgette Vidor e atletas como Luísa Parente, Soraya Carvalho, Tatiana Figueiredo. Outros ginastas de destaque foram Jade Barbosa e os irmãos Daniele e Diego Hypólito, medalhistas em diversas competições internacionais. Atualmente, o clube não conta com uma seção profissional da modalidade, apenas nas categorias de base.

### Judô
O judô foi introduzido no Flamengo em 8 de agosto de 1954 e foi o primeiro esporte de artes marciais praticado no clube. O Flamengo já conquistou vários títulos na modalidade e contou com atletas da Seleção Brasileira, como Aurélio Miguel, Henrique Guimarães, Walter Carmona e Luiz Onmura.[carece de fontes?] Assim como a ginástica, atualmente apenas atletas da base e as escolinhas estão ativadas.

### Natação
A natação começou no clube da Gávea antes mesmo da inauguração do respectivo departamento, fato que só ocorreu em 1921; embora o parque aquático do Flamengo só tenha ficado pronta em 1965. No fim da década de 30, o clube contou com o quarteto conhecido como "Fortalezas Voadoras" e formado por Piedade Coutinho, Scyla Venâncio, Geysa Carvalho e Ligia Cordovil. Em 1968, a natação rubro-negra conquistou seu primeiro Troféu Brasil e na década de 80 o octacampeonato dessa mesma competição e ainda outro octacampeonato, no Troféu José Finkel, sob o comando de Daltely Guimarães, revelando atletas como Ricardo Prado, Rômulo Arantes e Patrícia Amorim. Outros atletas de importância foram Fernando Scherer ("Xuxa") e Maria Lenk. Em 2001 conquistou o Troféu José Finkel e em 2002 o Troféu Brasil e novamente o Finkel. Em 2010 o clube venceu uma disputa com o Corinthians e contratou o campeão olímpico em 2008 e mundial em 2009, César Cielo, além de Henrique Barbosa e Nicholas Santos provenientes do Esporte Clube Pinheiros. Nesse período, o Flamengo conquistou em 2012 o Troféu Maria Lenk após 10 anos e igualou com o Pinheiros em número de títulos (13). Com o término da gestão de Patrícia Amorim no final daquele ano, a nova diretoria decide não renovar com Cielo, Nicholas e outros nadadores profissionais, mantendo apenas as categorias de base.

### Polo aquático
O polo aquático é o segundo esporte mais antigo da história do clube, após o remo. A equipe fez seu primeiro jogo em 27 de maio de 1913, no Rio de Janeiro, e o time rubro-negro venceu o Clube Internacional de Regatas por 3–2. Somente em 1965, o Flamengo inaugurou seu parque aquático, antes disso os atletas treinavam e jogavam na Lagoa Rodrigo de Freitas ou no mar. O primeiro campeonato carioca masculino veio em 1985 e terminou com um eneacampeonato (nove títulos consecutivos), sendo este último em 1993. Também neste ano, o clube conquistou o Campeonato Sul-Americano de Clubes e o Troféu Brasil, título também vencido de 1985 a 1988. Uma equipe feminina de polo aquático foi formada em 1987, conquistando o Troféu Brasil em 1987 e 1991 e o eneacampeonato estadual terminado em 1995.

### Remo

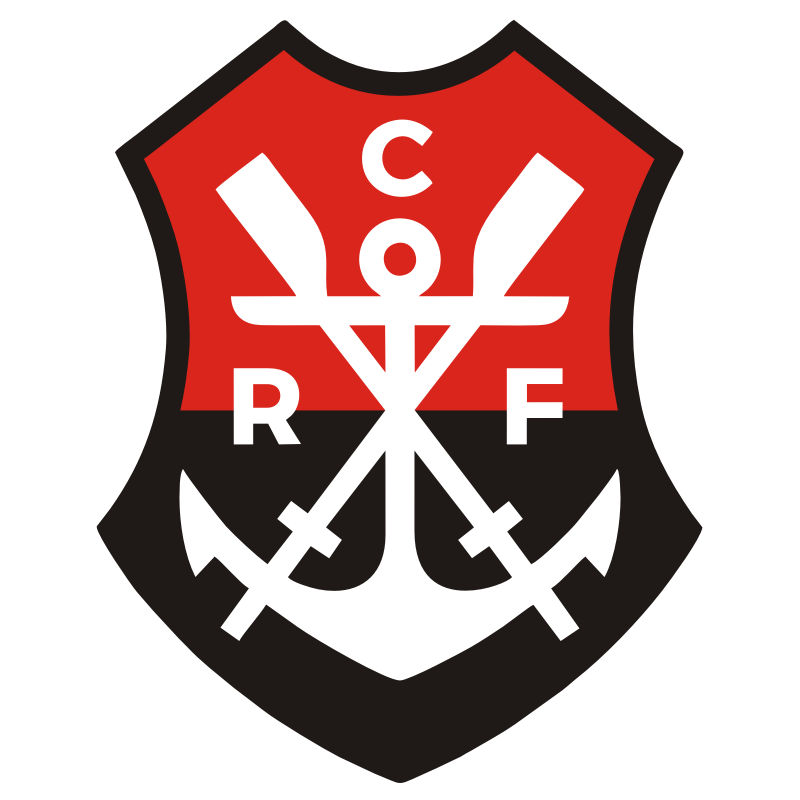
Escudo do Remo

O "Grupo de Regatas do Flamengo", que depois se tornou "Clube de Regatas do Flamengo" nasceu em 1895 para disputas no remo e por isso a história dessa modalidade na equipe rubro-negra se confunde com a própria história do Flamengo. A primeira vitória veio em 1898 pelo Campeonato Náutico do Brasil, e o primeiro título do esporte e também do clube em 1900, na Regata do IV Centenário da Descoberta do Brasil, conquistando o troféu Jarra Tropon. Em 1905, o clube venceu uma prova clássica, a Taça Sul-América. Segundo o livro História dos Esportes Náuticos no Brasil, de Alberto Mendonça, até 1908, o Flamengo já tinha conquistado 43 medalhas de ouro, 126 de prata e 141 de bronze. A modalidade fez com que a equipe ficasse conhecida antes mesmo de fundar um departamento de futebol, em 1911; e revelou grandes atletas como Everardo Paes de Lima, Arnaldo Voigt, Alfredo Correia ("Boca Larga"), Ângelo Gammaro ("Angelú") e Antônio Rebello Júnior ("Engole Garfo"); sendo estes três últimos considerados heróis de desporto brasileiro por terem completado a travessia Rio-Santos em 1932.
De 1931 a 1937, foi heptacampeão carioca e, de 1940 a 1943, tetracampeão da mesma competição. Em 1963, começou a "era Buck", que revolucionou o remo rubro-negro, trazendo atletas de outros estados do Brasil e reformando as instalações para acomodar melhor as embarcações. Buck foi treinador da Seleção Brasileira, dirigindo a equipe em várias competições internacionais. No início da década de 1980, o Flamengo ganhou o decacampeonato estadual e voltou a conquistá-lo em 1992. Já venceu o Troféu Brasil masculino 10 vezes, e o feminino uma vez; tem, atualmente, 45 títulos cariocas, sendo o atual bicampeão da competição.

### Tênis
O Flamengo começou a disputar campeonatos de tênis em 1916, e logo conquistou um tricampeonato carioca (1916–17-18), mesmo com os atletas treinando em outros clubes. Até 1932, o clube praticava tênis em seu campo, na Rua Paysandu, mas perdeu seu parque desportivo e só em 1963, inaugurou um departamento e quadras próprias. O maior ídolo deste esporte na equipe rubro-negra foi Thomas Koch.

### Voleibol
O Flamengo tem tradição no voleibol, sendo um dos fundadores da Liga Metropolitana, em 1938, ano em que conquistou seu primeiro título com a equipe feminina, a qual nas décadas de 40, 50 e 60 conquistou vários títulos, sendo apelidade de "Campeã dos campeões". Em 1978 e 1980, o clube venceu o Campeonato Brasileiro, sob a direção de Enio Figueiredo, com atletas como Isabel, Jacqueline e Ida Álvares; e em 1981 o Campeonato Sul-Americano. A equipe feminina ainda conquistou a Super Liga feminina de 2000/2001, derrotando o Vasco na decisão. No masculino, o primeiro campeonato carioca veio em 1949 e nas décadas de 80 e 90 teve atletas como Bernard, Bernardinho e Tande.

### eSports
Com os eSports em alta, os populares jogos eletrônicos, no segundo semestre o Flamengo anunciou sua entrada nesta categoria. Inicialmente tendo uma equipe no League of Legends para 2018, e futuramente, no PES. O Flamengo anunciou a intenção de ter times de eSports sem parcerias com organizações já existentes. Por conta da cenário competitivo do League of Legends ser realizado nos estúdios da Riot Games em São Paulo, tornou-se necessário uma gaming office fixa na capital paulista, uma espécie de centro de treinamento para os cyberatletas. Visando um ingresso rápido no cenário do LoL, o Rubro Negro comprou a vaga da Merciless Gaming no Circuito Desafiante, a segunda divisão do Campeonato Brasileiro de League of Legends. Em 21 de novembro o Flamengo anunciou a contratação de Gabriel "miT" Souza, campeão brasileiro pela paiN Gaming em 2015, para a posição de head coach do time, visando a preparação e a montagem do time para o Circuito Desafiante. Logo depois foram anunciadas as vindas de Thúlio "SirT" Carlos, anunciado como caçador do time e vindo do Big Gods Jackals dos Estados Unidos, o suporte André "esA", vindo da Keyd Stars, e o meio Daniel "Evrot" Franco. Para ser o atirador rubro negro, o Flamengo trouxe um dos principais nomes do League of Legends no Brasil, Felipe "brTT" Gonçalves, anunciado ainda em dezembro após sua passagem pela RED Canids em 2017. Para a rota do topo foi contratado o sul-coreano Park "Jisu" Jin-cheol.
Na disputa do Circuito Desafiante, o Flamengo se classificou em primeiro na fase de pontos e se classificou nos playoffs para a grande final, após vencer a T Show por 3–1 na semi, porém, na final diante da IDM Gaming (atualmente, Uppercut Esports) acabou perdendo o título do competição e tendo que decidir a vaga para o CBLOL na série de acesso diante da Team oNe eSports, em uma série disputada com direito a cinco jogos e pentakill do atirador Felipe "brTT" Gonçalves o time Rubro-Negro se classificou para a elite do League of Legends no Brasil. No segundo split do CBLOL, o time anunciou as saídas do caçador Thúlio "SirT" Carlos e do meio Daniel "Evrot" Franco, segundo a própria comissão técnica devido aos seus rendimentos durante a preparação para o jogo contra a Team oNe. Em seus lugares o Flamengo anunciou o caçador coreano Lee "Shrimp" Byeong-hoon, vindo da FlyQuest Academy e o meio Bruno "Goku" Miyaguchi, vindo da ProGaming eSports. Ao longo da competição o coach Gabriel "MiT" Souza foi afastado e em seu lugar Gabriel "Von" Barbosa assumiu o time. A campanha do time carioca na fase de pontos rendeu o segundo lugar geral na tabela, tendo que enfrentar apenas um jogo para se classificar para a grande final em Porto Alegre (o modelo do split naquela época era em escalada) contra a KaBuM! eSports. Após vencer a CNB por 3–0 o time de brTT e companhia se classificaram para a grande final. Porém o time Rubro-Negro acabou sendo surpreendido pelo time dos Ninjas e acabou saindo derrotado por 3–2.
Após a amarga derrota para o time da KaBuM!#KaBuM! eSports, o Flamengo passou por uma reformulação em sua line-up com as saídas do suporte Eidi "esA" Yanagimachi e do topo coreano Park "Jisu" Jin-cheol. Para seus lugares o time Rubro-Negro se reforçou com o topo ex-CNB Leonardo "Robo" Souza, eleito o melhor de sua posição no split passado e o suporte coreano Han "Luci" Chang-hoon vindo da Winners. Além disso, foram anunciadas as renovações de contrato com Felipe "brTT" Gonçalves, Lee "Shrimp" Byeong-hoon, Bruno "Goku" Miyaguchi e o coach Gabriel "Von" Barbosa. Também trouxe reforços para a comissão técnica com a chegada do head coach americano Jordan "Grey" Corby, do analista e também jogador Seong "Reven" Sang-hyeon (apelidado na comunidade como FLAnalista) e a contratação do atirador Gabriel "Juzo" Nishimura ex-Vivo Keyd. No primeiro split o time demonstrou dominação durante a fase de pontos tendo vencido 21 jogos de 22, tendo perdido apenas para a KaBuM! eSports, nos playoffs novamente encontrou a CNB e emplacou outro 3–0 e indo para a final nos estúdios da Riot Games em São Paulo diante da INTZ e-Sports. Mais uma vez o Flamengo acabou por ser surpreendido em outra final perdendo por 3–2 para os intérpritos e acumulando mais um vice-campeonato em sua história. Apesar das imensas críticas e pressão em cima do elenco, o time optou por manter sua line-up tanto de jogadores e comissão técnica visando a conquista do título de campeão brasileiro de League of Legends (no caso a Riot Games considera apenas o campeão do segundo split como campeão brasileiro do ano). Numa intensa disputa com a KaBuM! eSports na fase de pontos, o Rubro-Negro se classificou em primeiro lugar para os playoffs, tendo pela frente na semifinal o time da Uppercut Esports (ex-IDM Gaming), porém esquecendo os fantasmas do passado o Flamengo se classificou para a grande final na Jeunesse Arena no Rio de Janeiro, a casa do time. Na final o Flamengo reencontrou o revés do primeiro split, a INTZ, em uma final disputada e emocionante, o Flamengo finalmente conquistou seu primeiro título no cenário competitivo de League of Legends se classificando para a disputa do Mundial na Europa.

### Outras modalidades
O Clube de Regatas do Flamengo é detentor de títulos em diversas modalidades, com milhares de conquistas, sendo três mundiais, dezenove medalhas olímpicas e mais de 50 mil medalhas em outras competições desportivas.

## Impacto cultural

### Homenagens
Em 9 de março de 2007, foi sancionada pelo governador do Rio de Janeiro, Sérgio Cabral Filho, a Lei Estadual 4 998/2007, instituindo o "Dia do Flamengo", festejado no estado em 17 de novembro, data da fundação do clube. Também em 2007 o prefeito da cidade do Rio de Janeiro, Cesar Maia, tombou a Torcida do Flamengo como Patrimônio Cultural da Cidade, por promover espetáculos de alegria no estádio do Maracanã e em diversos estádios, instituindo também, em 17 de outubro de 2007, o Dia do Flamenguista, comemorado em 28 de outubro, mesmo dia do padroeiro do Flamengo, São Judas Tadeu.